# William Thornton Blue
William Thornton Blue (31 januari 1902 - 1968) was een Amerikaanse jazz-muzikant. Hij speelde saxofoon en klarinet.
Blue begon zijn carrière in lokale bands in Saint Louis. Hij speelde bij de Bostonians, een territory band van Wilson Robinsons, en in het midden van de jaren twintig bij Charlie Creath en Dewey Jackson. Hij werkte in het Cotton Club Orchestra van Andrew Preers en toerde in 1928 met de band van Noble Sissle door Europa. In Parijs speelde hij met John Ricks. Na zijn terugkeer in New York was hij lid van The Missourians. Daarna werkte hij bij de bandleiders Cab Calloway en Luis Russell. Vanaf het einde van de jaren dertig was hij nauwelijks meer als muzikant actief.
Blue heeft als sideman opnamen gemaakt met The Missourians, Cab Calloway, Henry Red Allen en Louis Armstrong.